# China Resources
China Resources (Kinesiska: 华润) är ett förvaltningsbolag ägt av den kinesiska staten. Bolaget äger ett flertal andra bolag i bland annat Hongkong och Fastlandskina.

## Historik
China Resources grundades som "Liow & Co." i Hongkong 1938. Företaget omstrukturerades 1948 och bytte i samband med detta namn till China Resources Company. År 1983 omstrukturerades företaget igen och fick då namnet China Resources (Holdings) Co., Ltd.

## China Resources i Sverige
År 2016 köpte China Resources och belgiska Verlinvest in sig i det svenska livsmedelsföretaget Oatly, genom att köpa två tredjedelar av storägaren Industrifondens aktier.